# Adelpha fessonia
Espèce
Adelpha fessonia est une espèce de papillons de la famille des Nymphalidae, sous-famille des Limenitidinae et du genre Adelpha.

## Systématique
Adelpha fessonia a été décrit par William Chapman Hewitson en 1847 sous le nom Heterochroa fessonia.

### Sous-espèces
- Adelpha fessonia fessonia; présent au Mexique.
- Adelpha fessonia cestus (Hewitson, 1847); présent au Venezuela.
- Adelpha fessonia ernestoi Willmott, 2003; présent en Colombie.
- Adelpha fessonia lapitha Hall, 1929[1].

### Noms vernaculaires
Adelpha fessonia se nomme en anglais Mexican Sister ou Band-celled Sister,.

## Description

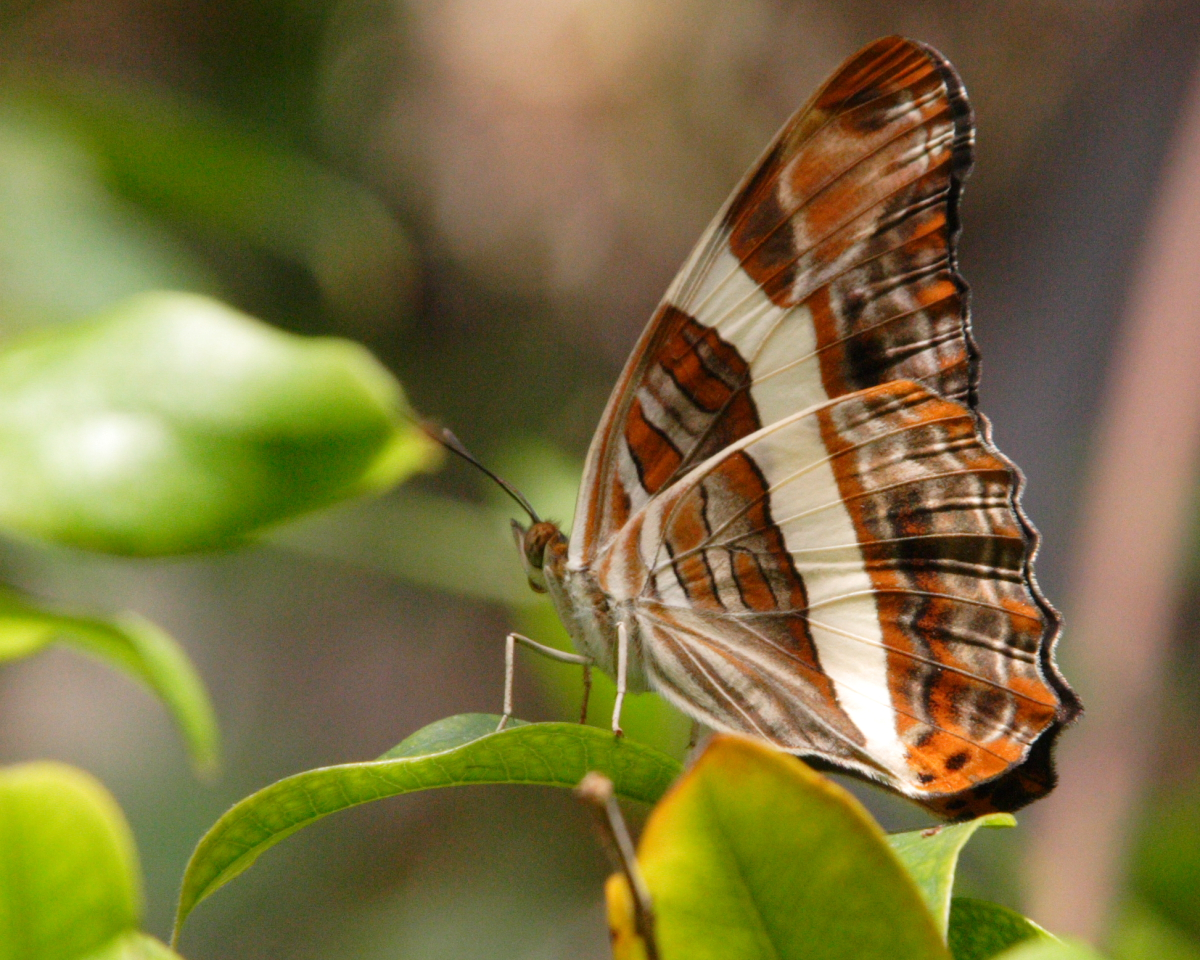
Adelpha fessonia (revers).

Adelpha fessonia est un papillon d'une envergure de 56 mm à 70 mm à bord externe des ailes antérieures concave. Le dessus est marron à marron foncé avec aux ailes antérieures grosse tache jaune proche de l'apex à partir du bord costal et une bande blanche dans l'aire discale aux ailes antérieures et aux ailes postérieures.
Le revers est marron cuivré avec la même bande blanche dans l'aire discale aux ailes antérieures et aux ailes postérieures.

## Biologie
Il vole peut-être toute l'année  au Costa Rica, mais de mars à novembre au Mexique et en mars avril puis juillet à décembre au Texas.

### Plante hôte
Les plantes hôtes de sa chenille sont des Randia (Rubiaceae) et Celtis lindheimeri au Texas,.

## Écologie et répartition
Adelpha  ethelda est présent dans le sud du Texas, au Mexique, à Panama, au Costa Rica et en Colombie,. 

### Biotope
Il réside dans la canopée.

### Protection
Pas de statut de protection particulier.